# سانیا دارماساکتی
سانیا دارماساکتی (تایلندی: สัญญา ธรรมศักดิ์؛ زادهٔ ۵ آوریل ۱۹۰۷ – درگذشته ۶ ژانویه ۲۰۰۲) یک سیاست‌مدار اهل تایلند که از ۱۹۷۳ تا ۱۹۷۵ نخست‌وزیر این کشور بود.